# 桂尔公园
41°24′49″N 2°09′10″E / 41.41361°N 2.15278°E
桂尔公园位于加泰罗尼亚巴塞罗那格拉西亚区（Gràcia）的埃尔卡梅尔（El Carmel）山上，由加泰罗尼亚建筑师安东尼·高迪设计，該公園建于1900年到1914年，並於1926年作為公共公園正式對外開放。1984 年，桂尔公园作为安东尼·高迪作品的一部分，被联合国教科文组织宣佈為世界遗产。

## 历史

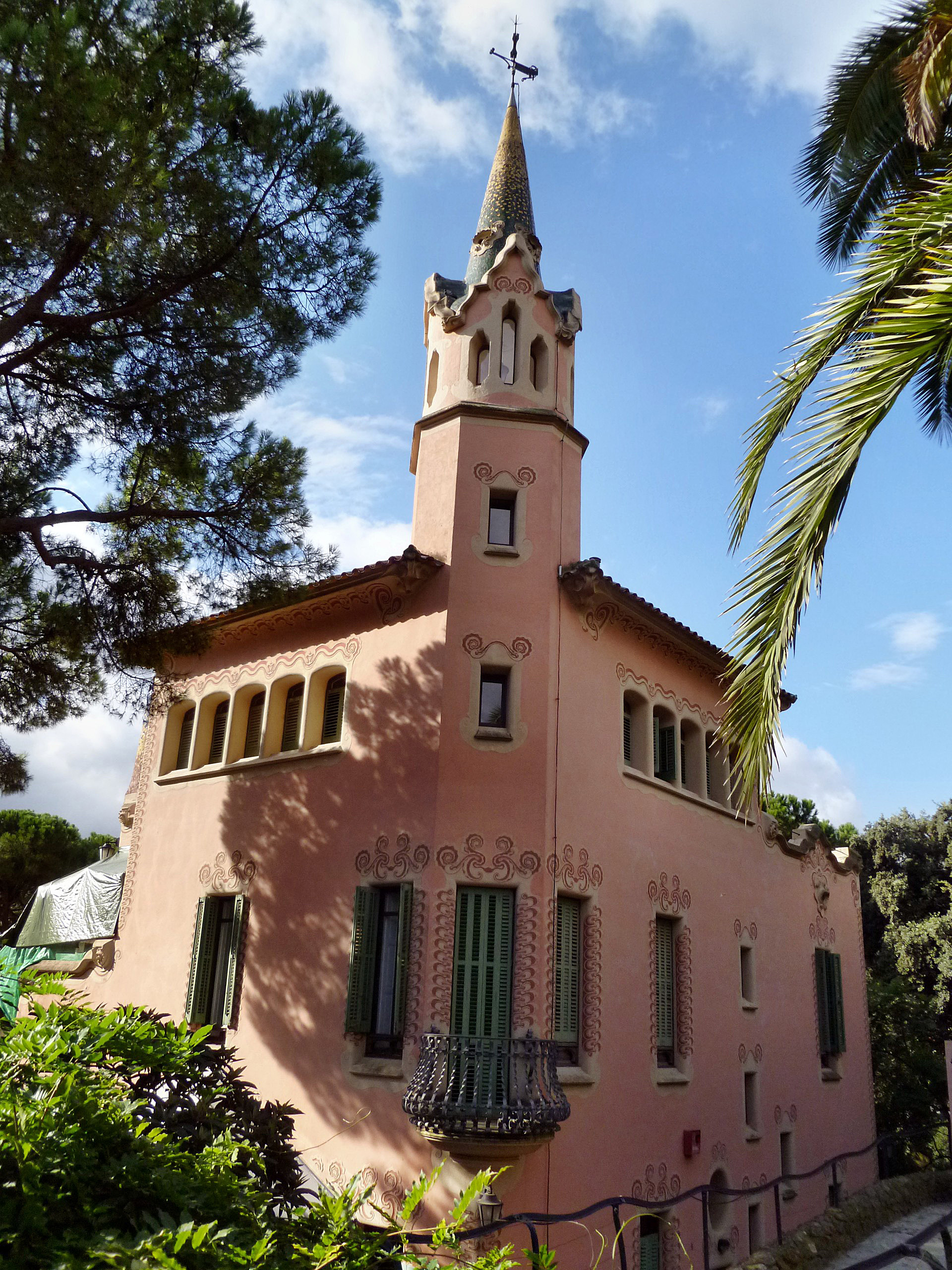
高迪住宅博物馆

19世紀末，此公园原本是一个在商业上並不成功的住宅区，开发者皆加泰隆尼亞文學藝術的發起者歐塞比·桂爾受到英国的花园城市运动的影响，选择这个只有少许植被的荒山（Muntanya Pelada），其用意是利用新鲜空气（远离排放黑烟的工厂）和视线所及的美丽景色，有60个三角形地块可供建造住宅。但是最终只建成了两座房子，其中一座原定作为样板房，但在1904年完成后出售，由于没有买家，高迪听从桂尔的建议，用自己的储蓄买下，1906年全家入住。 高迪从1906年到1926年住在这里，由Francesc Berenguer建于1904年。这是高迪及其合作者的原创作品。自1963年以来是高迪住宅博物馆（Casa Museu Gaudí）。1969年，它被宣布为国家财产的历史艺术纪念碑。

## 規劃設計

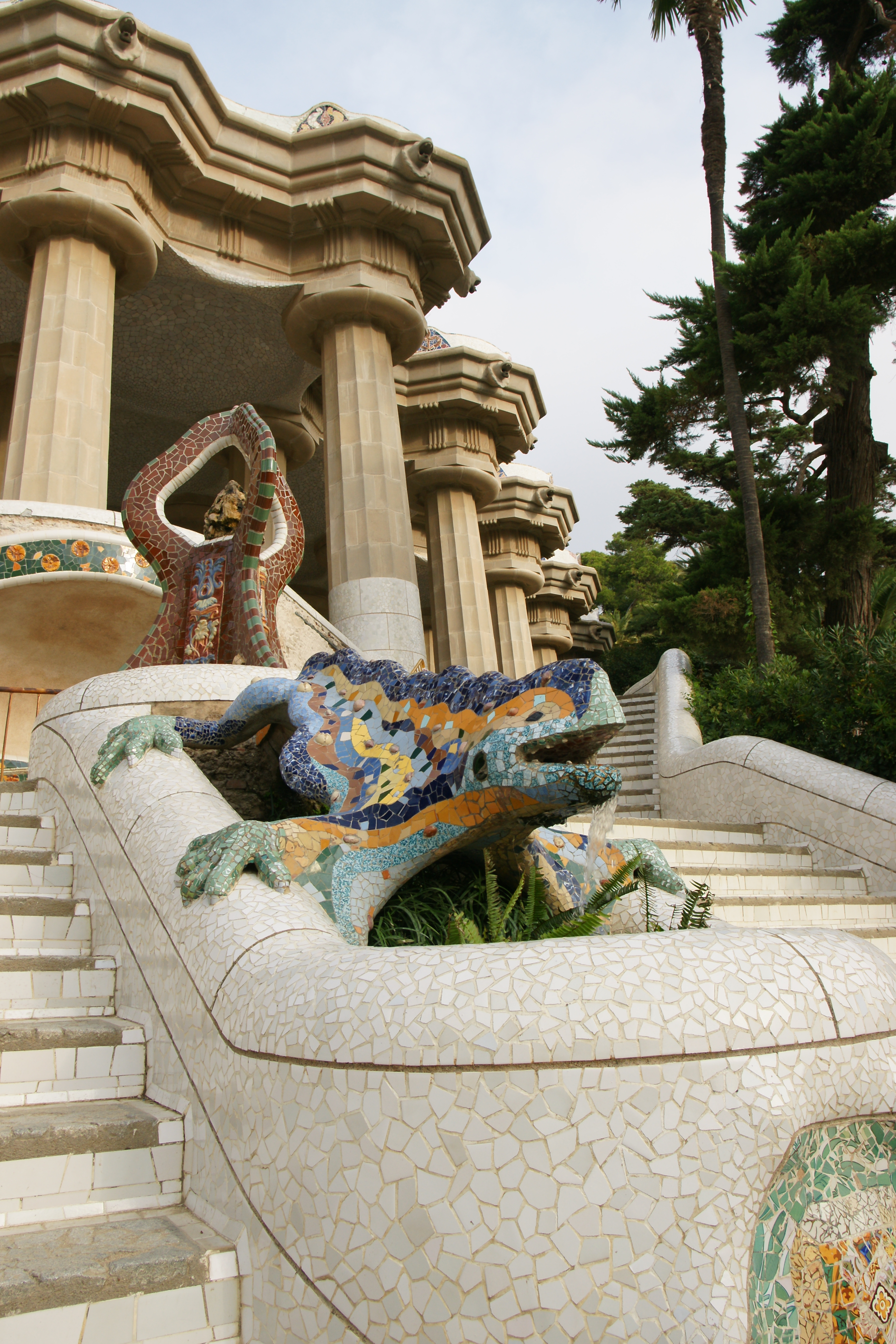
高第龍（Drac Gaudi），桂爾公園最著名的地標

桂爾公園佔地17.18公頃，公園全境皆為高迪藝術豐富性的體現，在公園內的建築物使用赭色粗石、馬賽克磁磚和特殊的特倫卡迪斯（Trencadís）瓦片，來構築出色彩豐富活潑、相當富童話感的風格，在設計公園時，高迪採用自然主義的理念，依照山勢和地形來規劃整體園區的規劃，由於住宅預定地停工的因素，高第設計部分主要是預計作為庭園使用的公園途徑、依照山勢而建的高架走廊、中央公園、大門、馬賽克座椅等基本建設，獨特的波浪形及傾斜結構則源於他對規則幾何的深入分析，至於建築物的材料則是取自從當地挖下來的土石。
公園中心區域由一個橢圓形的巨大開放廣場組成，可以俯瞰巴賽隆納，在旁則設有三座造型獨特的噴泉，其中最著名的被稱為高第龍（Drac Gaudi），外觀為巨型蜥蜴的造型，其表面均採用馬賽克瓷片拼成，除了兼有重要的排水功能外，也是桂爾公園最著名的地標，而拾階而上則是百柱廳「希臘劇場」。百柱廳是由86根多立克柱式柱子支撐，具有導水泄洪的功能。立柱支撐起的波浪型屋簷上尚則含有精彩的馬賽克磁磚裝飾。

## 當前
現代，桂尔公园已被改建為市政花園。可以通過巴塞罗那地铁、巴士或商業旅遊巴士到達。自2017年10月起，參觀內部（含正中央廣場、百柱廳、洗衣婦迴廊等）需要門票，但公園入口則免費。高迪住宅博物馆（Casa Museu Gaudí）為獨立展區，需要另外付費參觀。
自新冠疫情後，原來可免費遊覽的區域被取消，從公園各個入口開始就需要檢票才被允許入內，且離開公園時在各出入口亦有機會被要求抽查門票。
目前該公園飼養了多種野生動物，尤其是在巴塞羅納地區發現的幾種非本地鸚鵡。從公園可以看到其他鳥類，包括短趾雕，或是培養特殊的昆蟲如蜂鳥鷹蛾等。

## 圖片

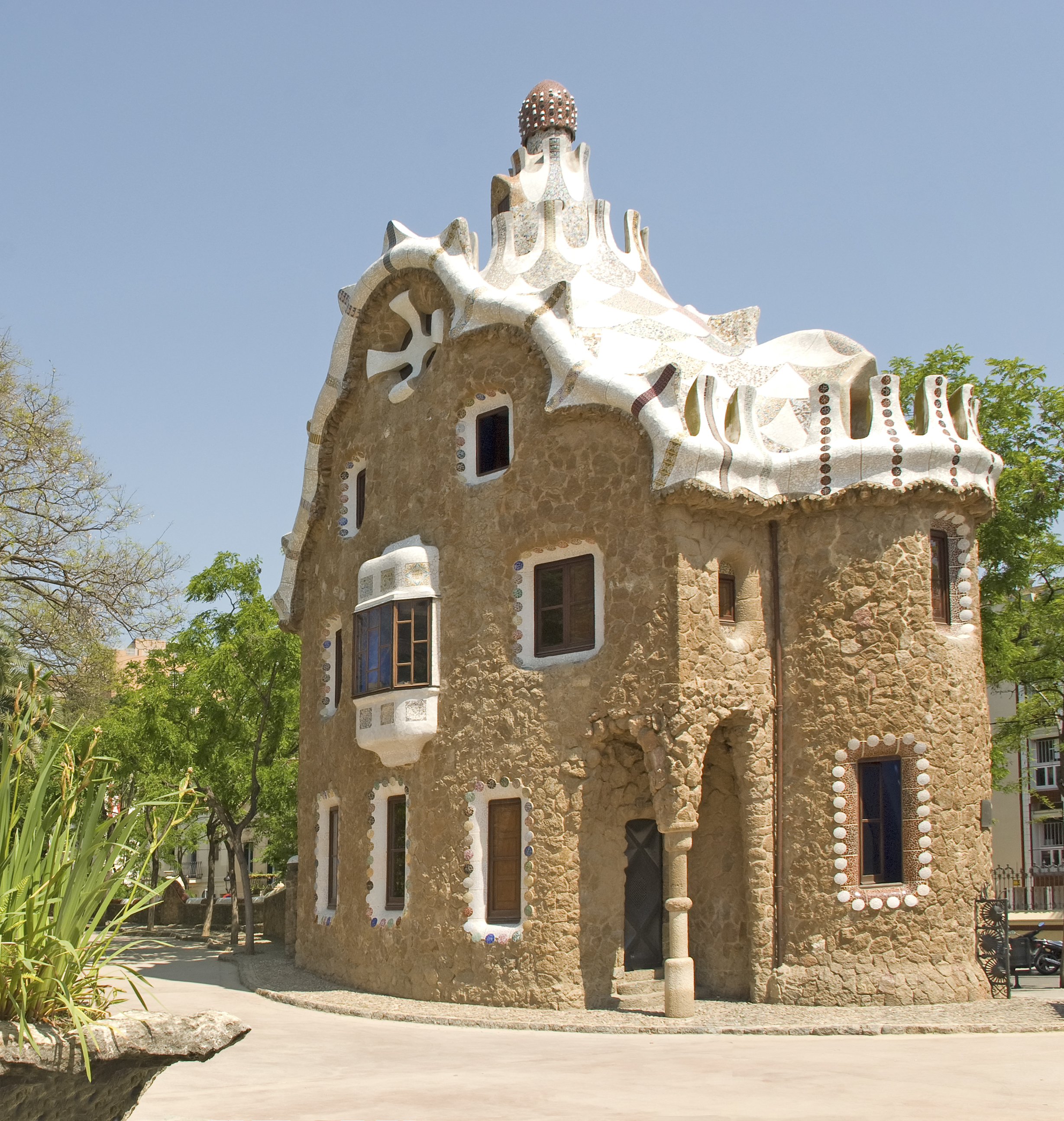
公園路口處的門房之家屬，屋頂由特倫卡迪斯（Trencadís）的瓦片組成。
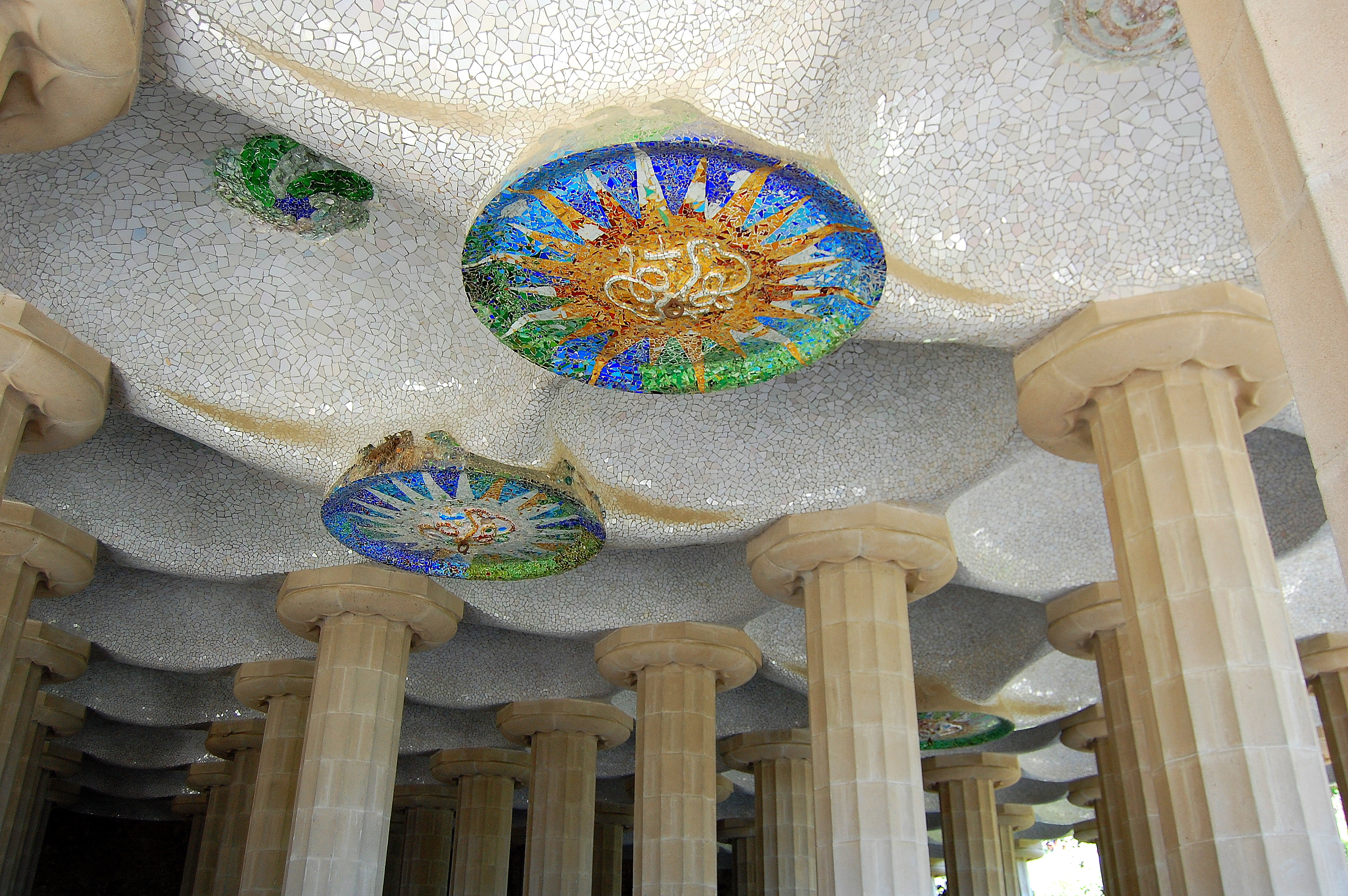
百柱廳的馬賽克磁磚裝飾
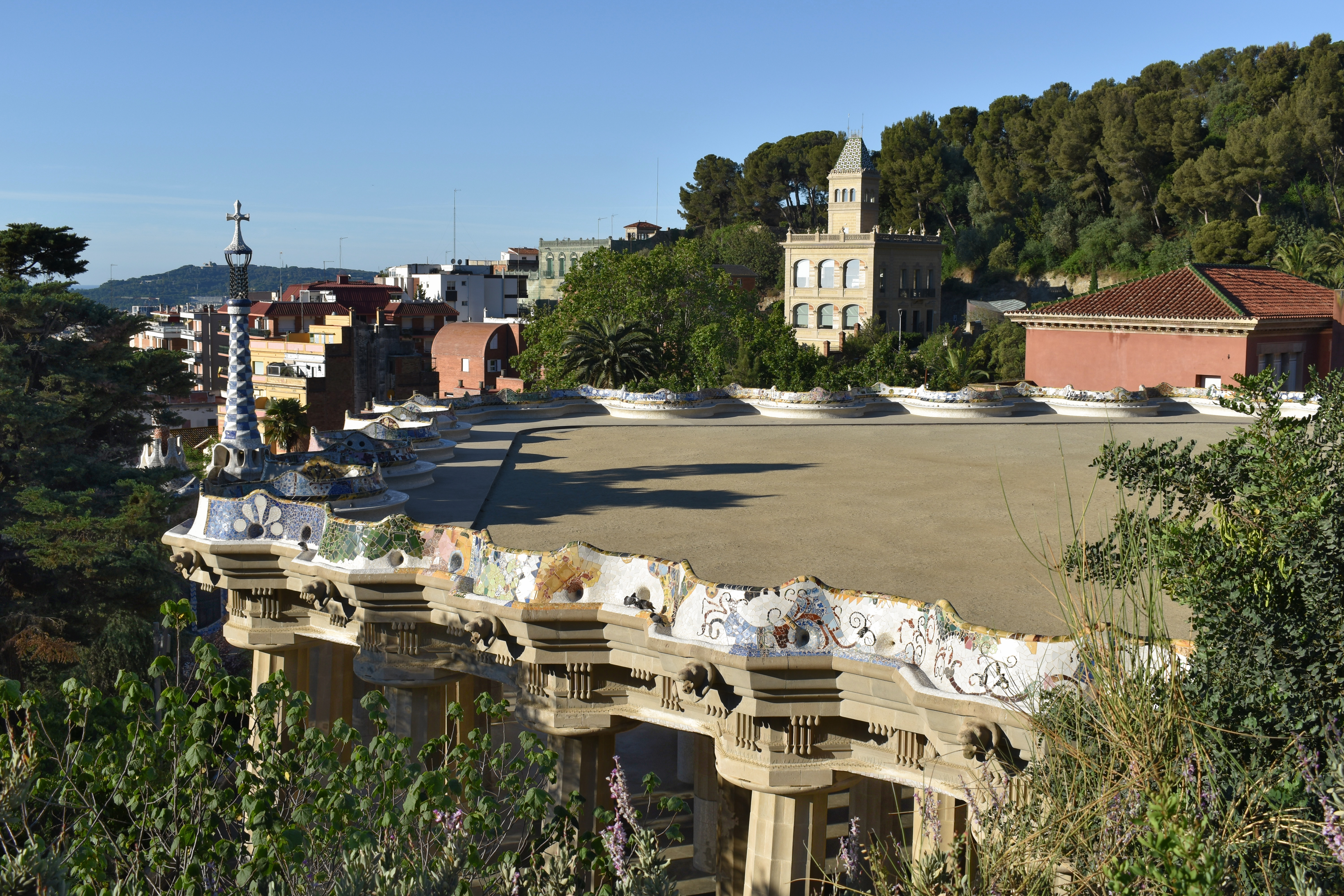
自然廣場，上頭附有馬賽克座椅
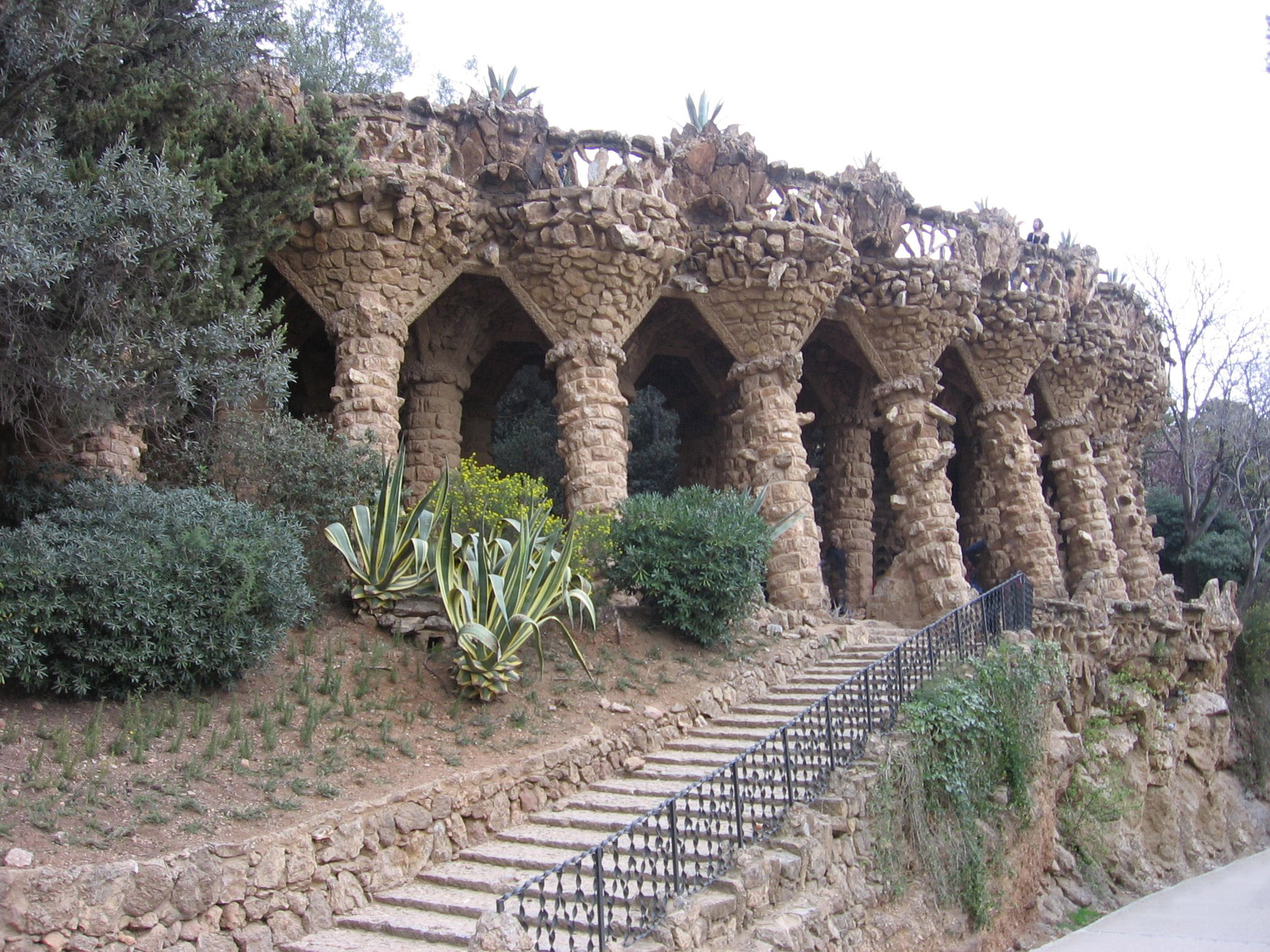
拱形迴廊